# Guillaume de Solms-Braunfels
Guillaume Christian Charles, 3e prince (Fürst) de Solms-Braunfels (9 janvier 1759, à Braunfels – 20 mars 1837, à Braunfels) est le chef de la Maison princière de Solms-Braunfels et un major général prussien.

## Biographie
Guillaume est un membre de la Maison princière de Solms-Braunfels. Son grand-père Frédéric-Guillaume (1696-1761) est le premier prince de Solms-Braunfels. Ses parents sont le colonel-comte et lieutenant-général des Provinces-Unies Ferdinand de Solms-Braunfels (1721-1783) et la comtesse Sophie Christine Wilhelmine de Solms-Laubach, fille du comte Christian-Auguste de Solms-Laubach, major-général de l'armée prussienne. Le prince Frédéric-Guillaume de Solms-Braunfels (1770-1814) est l'un de ses jeunes frères.
Le 6 octobre 1792, il épouse la comtesse Auguste de Salm-Grumbach (1771-1810), fille de Karl Ludwig Wilhelm Theodor zu Salm (1729–1799), comte (Wild- und Rheingraf) zu Salm-Grumbach und Dhaun, et sœur de Friedrich Carl August zu Salm, premier prince de Salm-Horstmar. Ils ont quatre enfants :
- Wilhelmine de Solms-Braunfels (1793-1865), épouse le prince Alexis de Bentheim et Steinfurt (1781-1866).
- Sophie Auguste de Solms-Braunfels (1796-1855), épouse le prince Jean Auguste Charles de Wied (1779-1836), fils du prince Frédéric Charles de Wied. Ils sont les grands-parents paternels d'Élisabeth de Wied, reine de Roumanie.
- Ferdinand, 4e prince de Solms-Braunfels (1797-1873), épouse la comtesse Ottilie de Solms-Laubach (1807-1884), sans postérité.
- Charles Guillaume Bernard de Solms-Braunfels (1800-1868), général de cavalerie.

Par sa maîtresse Anna Elisabeth Becker (1779-1852), qu'il épouse morganatiquement une fois veuf[réf. nécessaire] en 1810, il a trois enfants qui reçoivent le nom patronymique von Wilhelmi.